# Ed Alcock
Ed Alcock (né le 11 avril 1974 à Norwich, chef-lieu du comté du Norfolk, en Angleterre de l'Est) est un photographe et photojournaliste de nationalité britannique et française, installé en France depuis 2000.
Membre de l'Agence MYOP depuis 2011, après avoir été correspondant du New York Times, il est récompensé par l'attribution du prix Niépce en 2025 

## Biographie
Ed Alcock collabore régulièrement avec la presse française et internationale (Le Monde, Libération, Télérama, The New York Times, The Guardian, The Observer, El País...). 
L'intime, la famille et l'identité sont au cœur de son œuvre. Il publie Hobbledehoy (éditions Terre Bleue, 2013,  (ISBN 978-2-909953-30-4)) en collaboration avec l'écrivain français Emmanuel Carrère. Des tirages issus de cet ouvrage ont été exposés lors du festival photographique des Rencontres d'Arles (2014), à la galerie Le Château d'Eau à Toulouse (2015), au Lentos Kunstmuseum à Linz en Autriche (2015-2016) et au Monat der Fotographie à Berlin (2014).
Dans ses séries photographiques, Love Lane (2015) et The Wait (2015-2016), Ed Alcock explore les ravages engendrés par les secrets de famille. Ses travaux ont été exposés au Point Éphémère à Paris lors du festival Myop in Paris (2015) et lors de Photo London par la galerie Seenfifteen (2015).
Son travail sur la relation entre l'homme et l'animal, Entre chien et loup, a été exposé au Festival Photo La Gacilly, Baden Photo Festival et Myop in Arles 2019. 
Dans sa dernière série Home, sweet home, initiée par le Brexit, Ed Alcock engage une réflexion sur sa mutation identitaire et celle de son pays d’origine, le Royaume-Uni. Il interroge le sentiment d’appartenance à une nation, celle que l’on appelle “Home”. Se sentant exclu par un pays de plus en plus replié sur lui-même, le photographe a obtenu la nationalité française en 2018. Home, sweet home est paru dans un Myopzine (Myop Editions, 2018,  (ISBN 979-10-97503-12-3)), et a été exposé au 104 à Paris lors du Festival Circulation(s) (2019),,,,, et aux Rencontres International de la Photographie d'Arles (2019).